# Тируитт, Мэри
Дама-бригадир Мэри Джоан Кэролайн Тируитт DBE TD (англ. Dame Mary Joan Caroline Tyrwhitt; 22 декабря 1903 — 18 марта 1997) — британская военнослужащая, бригадир Британской армии, с апреля 1946 по январь 1949 годов — командир Женского вспомогательного территориального корпуса, в 1949—1950 годах командир Женского королевского армейского корпуса. Во время Второй мировой войны служила в войсках территориальной обороны, в 1953 году награждена Орденом Британской империи (дама-командор) и Территориальным знаком отличия.